# Șalîmivka, Seredîna-Buda
Șalîmivka (în ucraineană Шалимівка) este un sat în orașul raional Seredîna-Buda din regiunea Sumî, Ucraina.

## Demografie
Componența lingvistică a localității Șalîmivka
     Rusă (100%)
Conform recensământului din 2001, toată populația localității Șalîmivka era vorbitoare de rusă (100%).